# Winston Bogarde
Winston Lee Hendrie Bogarde (* 22. října 1970 Rotterdam, Nizozemsko) je bývalý nizozemský fotbalový obránce.

## Přestupy
- z Ajax Amsterdam do AC Milan zadarmo
- z AC Milan do FC Barcelona za 3 700 000 eur

## Statistika
| Klub             | Sezóna  | Liga   | Liga | Pohár  | Pohár | LM či EL | LM či EL | celkem | celkem |
| Klub             | Sezóna  | zápasy | Goly | zápasy | Goly  | zápasy   | Goly     | zápasy | Goly   |
| ---------------- | ------- | ------ | ---- | ------ | ----- | -------- | -------- | ------ | ------ |
| SVV Schiedam     | 1988/89 | 9      | 1    | ?      | ?     | ?        | ?        | ?      | ?      |
| SVV Schiedam     | 1989    | 2      | 0    | ?      | ?     | ?        | ?        | ?      | ?      |
| SBV Excelsior    | 1989/90 | 10     | 1    | 2      | 1     | 4        | 2        | 21     | 5      |
| SVV Schiedam     | 1990/91 | 0      | 0    | ?      | ?     | ?        | ?        | ?      | ?      |
| Sparta Rotterdam | 1991/92 | 0      | 0    | ?      | ?     | ?        | ?        | ?      | ?      |
| Sparta Rotterdam | 1992/93 | 32     | 3    | ?      | ?     | ?        | ?        | ?      | ?      |
| Sparta Rotterdam | 1993/94 | 33     | 11   | ?      | ?     | ?        | ?        | ?      | ?      |
| Ajax Amsterdam   | 1994/95 | 13     | 0    | ?      | ?     | ?        | ?        | ?      | ?      |
| Ajax Amsterdam   | 1995/96 | 33     | 2    | ?      | ?     | ?        | ?        | ?      | ?      |
| Ajax Amsterdam   | 1996/97 | 16     | 4    | ?      | ?     | ?        | ?        | ?      | ?      |
| AC Milan         | 1997    | 3      | 0    | ?      | ?     | ?        | ?        | ?      | ?      |
| FC Barcelona     | 1997/98 | 19     | 2    | ?      | ?     | ?        | ?        | ?      | ?      |
| FC Barcelona     | 1998/99 | 1      | 0    | ?      | ?     | ?        | ?        | ?      | ?      |
| FC Barcelona     | 1999/00 | 20     | 2    | ?      | ?     | ?        | ?        | ?      | ?      |
| FC Chelsea       | 2000/01 | 12     | 0    | ?      | ?     | ?        | ?        | ?      | ?      |
| FC Chelsea       | 2001/02 | 0      | 0    | ?      | ?     | ?        | ?        | ?      | ?      |
| FC Chelsea       | 2002/03 | 0      | 0    | ?      | ?     | ?        | ?        | ?      | ?      |
| FC Chelsea       | 2003/04 | 0      | 0    | ?      | ?     | ?        | ?        | ?      | ?      |
| FC Chelsea       | Celkově | 200    | 26   | ?      | ?     | ?        | ?        | ?      | ?      |

## Úspěchy

### Klubové
- 2× vítěz nizozemské ligy (1994/95, 1995/96)
- 2× vítěz španělské ligy (1997/98, 1998/99)
- 1× vítěz španělského poháru (1998)
- 2× vítěz nizozemského superpoháru (1994, 1995)
- 1× vítěz Ligy mistrů (1994/95)
- 2× vítěz evropského superpoháru (1995,1997)
- 1× vítěz Interkontinentální pohár (1995)

### Reprezentace
- 1× na MS (1998)
- 1× na ME (1996)